# Saison 1 de Son Altesse Alex
 (novembre 2023).
Chronologie
Saison 2
Cet article présente le guide des épisodes de la première saison de la série télévisée australienne Son Altesse Alex (The Elephant Princess).

## Distribution de la saison

### Acteurs principaux
- Emily Robins (V.F. : Ariane Aggiage) : Alex Wilson
- Miles Szanto (V.F. : Taric Mehani) : Kuru
- Maddy Tyers (V.F : Caroline Mozzone) : Amanda Tucci
- Damien Bodie (V.F. : Jean-Marco Montalto) : Vashan
- Sebastian Gregory (V.F. : Vincent de Bouard) : JB Deekes
- Siam : Anala

### Acteurs secondaires
- Liam Hemsworth (V.F. : Benoit DuPac) : Marcus
- Emelia Burns (V.F. : Isabelle Volpe) : Diva
- Brett Climo (V.F. : Frédéric Popovic) : Omar
- Eva Lazzaro (V.F. : Patricia Legrand) : Zoe Wilson
- Grant Piro (V.F. : Jérome Keen) : Jim Wilson
- Alyce Platt (V.F. : Hélène Bizot) : Anita Wilson

## Épisodes

### Épisode 1:L'Âge d'être princesse
- Australie /  États-Unis /  Canada : 13 novembre 2008 sur Network Ten / Family
- France : 2 septembre 2009 sur Gulli

Luke Arnold : Jago 
 Danielle Carter : Mme Clemment 
 Charlotte Nicdao : Hannah

### Épisode 2:Ne m'appelez pas princesse
- Australie /  États-Unis /  Canada : 20 novembre 2008 sur Network Ten / Family
- France : 20 octobre 2014 sur France Ô

Andy Meritakis : étudiant de la magie 
 Stephany Avila : Naomi 
 Greg Saunders : M. Henderson

### Épisode 3:L'Audition
- Australie /  États-Unis /  Canada : 24 novembre 2008 sur Network Ten / Family
- France : 20 octobre 2014 sur France Ô

Luke Arnold : Jago

### Épisode 4:Kuru, le gourou de la princesse
- Australie /  États-Unis /  Canada : 25 novembre 2008 sur Network Ten / Family
- France : 21 octobre 2014 sur France Ô

Michael Harrison : Trent 
 Jonathan Burton : l'ami de Trent 
 Jack Fowles : l'ami de Trent 
 Anthony Snelling : adversaire d'escrime de Kuru 
 Stephany Avila : Naomi 
 Mauricio Merino Jr. : Jake

### Épisode 5:Les Pouvoirs de la magie
- Australie /  États-Unis /  Canada : 26 novembre 2008 sur Network Ten / Family
- France : 21 octobre 2014 sur France Ô

Luke Arnold : Jago 
 Victoria Eagger : Maha 
 Alfred Nicdao : Elder 
 Mauricio Merino Jr. : Jake

### Épisode 6:La Poupée animée
- Australie /  États-Unis /  Canada : 27 novembre 2008 sur Network Ten / Family
- France : 21 octobre 2014 sur France Ô

Haiha Le : Asuza 
 Luke Arnold : Jago 
 Marco Sellitto : Adesh 
 Cameron Heine : un garçon

### Épisode 7:Le Tuteur
- Australie /  États-Unis /  Canada : 28 novembre 2008 sur Network Ten / Family
- France : 22 octobre 2014 sur France Ô

Victoria Eagger : Maha 
 Adrian Bell : le serviteur serpent 
 Toby Bender : un animateur 
 Jordan Dempster : membre de la bande qui menace

### Épisode 8:Johan et Gretel
- Australie /  États-Unis /  Canada : 5 décembre 2008 sur Network Ten / Family
- France : 22 octobre 2014 sur France Ô

Lara Robinson : Gretel 
 Jordan Prosser : Johan 
 Lulu McClatchy : Nanek 
 Giordano Gangl : Szabo 
 Stefano Mazzeo : un étudiant

### Épisode 9:Le Sortilège de l'amour
- Australie /  États-Unis /  Canada : 12 décembre 2008 sur Network Ten / Family
- France : 22 octobre 2014 sur France Ô

Alec Gilbert : M. Patrick

### Épisode 10:L'Effet papillon
- Australie /  États-Unis /  Canada : 1er février 2009 sur Network Ten / Family
- France : 23 octobre 2014 sur France Ô

Margot Robbie : Juliet 
 Michael Harrison : Trent 
 Mauricio Merino Jr. : Jake 
 Alexandra Coppinger : Stella

### Épisode 11:Amour trompeur
- Australie /  États-Unis /  Canada : 8 février 2009 sur Network Ten / Family
- France : 23 octobre 2014 sur France Ô

Margot Robbie : Juliet 
 Sue Jones

### Épisode 12:Des chaussons enchantés
- Australie /  États-Unis /  Canada : 15 février 2009 sur Network Ten / Family
- France : 23 octobre 2014 sur France Ô

Victoria Eagger : Maha 
 Bill Mather : Elder 
 Sally McLean : Mme Julie 
 Alfred Nicdao : Elder

### Épisode 13:La Fête des mères
- Australie /  États-Unis /  Canada : 22 février 2009 sur Network Ten / Family
- France : 24 octobre 2014 sur France Ô

Diana Glenn : Reine Nefari 
 Stefano Mazzeo : un étudiant

### Épisode 14:Alex remonte le temps
- Australie /  États-Unis /  Canada : 1er mars 2009 sur Network Ten / Family
- France : 24 octobre 2014 sur France Ô

Stephany Avila : Naomi

### Épisode 15:L'Anniversaire d'Anala
- Australie /  États-Unis /  Canada : 8 mars 2009 sur Network Ten / Family
- France : 24 octobre 2014 sur France Ô

Cleopatra Coleman : Cosma 
 Wylie K. Miller : quator de Manjipoor

### Épisode 16:Tensions de groupe
- Australie /  États-Unis /  Canada : 15 mars 2009 sur Network Ten / Family
- France : 27 octobre 2014 sur France Ô

Luke Hemsworth : Oncle Harry 
 David Van Horn : Gavin 
 Paul Canlan : l'homme en costume

### Épisode 17:Le Bal masqué
- Australie /  États-Unis /  Canada : 22 mars 2009 sur Network Ten / Family
- France : 27 octobre 2014 sur France Ô

Rodney Afif : Subesh 
 Jordan Prosser : Johan 
 Cleopatra Coleman : Cosma 
 Lulu McClatchy : Nanek 
 Andrew Lyons : un danseur 
 Sue Jones

### Épisode 18:Trop célèbre pour être vraie
- Australie /  États-Unis /  Canada : 29 mars 2009 sur Network Ten / Family
- France : 28 octobre 2014 sur France Ô

Jonathan Burton : Travis 
 Stephany Avila : Naomi 
 Dominic Brancatisano : garde du corps 
 Raex Murillo : le petit garçon

### Épisode 19:Amanda, princesse d'un jour
- Australie /  États-Unis /  Canada : 5 avril 2009 sur Network Ten / Family
- France : 28 octobre 2014 sur France Ô

Rodney Afif : Sudesh

### Épisode 20:Un Joyau en Justice
- Australie /  États-Unis /  Canada : 12 avril 2009 sur Network Ten / Family
- France : 28 octobre 2014 sur France Ô

### Épisode 21:Souvenir d'enfance
- Australie /  États-Unis /  Canada : 19 avril 2009 sur Network Ten / Family
- France : 29 octobre 2014 sur France Ô

### Épisode 22:Révélation
- Australie /  États-Unis /  Canada : 26 avril 2009 sur Network Ten / Family
- France : 29 octobre 2014 sur France Ô

Lara Robinson : Gretel 
 Bill Mather : Elder 
 Alfred Nicdao : Elder

### Épisode 23:Retour à la normale
- Australie /  États-Unis /  Canada : 3 mai 2009 sur Network Ten / Family
- France : 29 octobre 2014 sur France Ô

### Épisode 24:Diva, la manipulatrice
- Australie /  États-Unis /  Canada : 10 mai 2009 sur Network Ten / Family
- France : 30 octobre 2014 sur France Ô

William Wood : Elder 
 Blessing Mokgohloa : garde

### Épisode 25:Les Bonnes ondes
- Australie /  États-Unis /  Canada : 17 mai 2009 sur Network Ten / Family
- France : 30 octobre 2014 sur France Ô

Rodney Afif : Subesh 
 Jordan Prosser : Johan 
 Alfred Nicdao : Elder 
 David Coussins : Gaz

### Épisode 26:Alex Wilson, souveraine de Manjipoor
- Australie /  États-Unis /  Canada : 24 mai 2009 sur Network Ten / Family
- France : 30 octobre 2014 sur France Ô

Jordan Prosser : Johan 
 Puven Pather : Sabesh 
 Alfred Nicdao : Elder 
 Bill Mather : Elder 
 George Iskandar : garde 
 Ahmed Hagose : garde 
 Michael Vice : garde